# Konačni okršaj
Konačni okršaj je 679. redovna epizoda Zagora objavljena u Srbiji u svesci #21. u izdanju Veselog četvrtka. Na kioscima u Srbiji se pojavila 4.4.2024. Koštala je 450 din (3,84 €; 4,1 $). Imala je 94 strane. Ovo je 3. deo duže epizode, koja je započela u #209 Đavolska zamka.

## Originalna epizoda
Originalna sveska pod nazivom L(ultimo duello objavljena je premijerno u #679. regularne edicije Zagora u izdanju Bonelija u Italiji 2.2.2022. Epizodu su nacrtala braća Esposito, a scenario napisao Moreno Buratini. Naslovnu stranu je nacrtao Alesandro Pičineli. Cena sveske na evropskom tržištu iznosila je 4,9 €.

## Kratak sadržaj
Dženi otkriva da je traper zapravo prerušeni Mortimer i prati ga dok se čamcem spušta niz reku ka Kingstonu. Mortimer primećuje da ga Dženi prati, zarobljava je i ostavlja u samici u svom skrovištu van grada. Shvatajući da je Dženi zaljubljena u Zagora, Mortimer joj preti da će završiti kao i žena koju je voleo, a za čiju smrt krivi Zagora. U međuvremenu, Zagor prerušen stiže u Kingston i slučajno zatiče Mortimera kako ulazi u poslovnu zgradu. Tamo čuje Mortimera kako lokalnim tajkunima objašnjava da je Zagorov odlazak iz Darkvuda pitanje dana. Prisluškujući razgovor, Zagor shvata da je Mortimer sa tajkunima sklopio dogovor da ukloni Zagora iz Darkvuda. Zagor upada na sastanak, Mortimer beži u tajno skrovište, ali ga Zagor, prateći tragove, stiže, spašava Dženi i pogađa nožem Mortimera u grudi. Tokom poslednjeg susreta u vojnom zatvoru, Mortimer pred Zagorom uzima tabletu kojom se ubija kako bi izbegao vojni sud i vešanje.

## Prethodna i naredna epizoda
Prethodna sveska Zagora u okviru redovne edicije nosila je naslov Mortimer uzvraća udarac (#210), a naredna Iz drevne prošlosti (#212).